# Flocknäva
Flocknäva (Geranium macrorrhizum) är en näveväxtart som beskrevs av Carl von Linné. Flocknäva ingår i släktet nävor och familjen näveväxter (Geraniaceae). Arten är reproducerande i Sverige. Inga underarter finns listade i Catalogue of Life.